# Catshuis

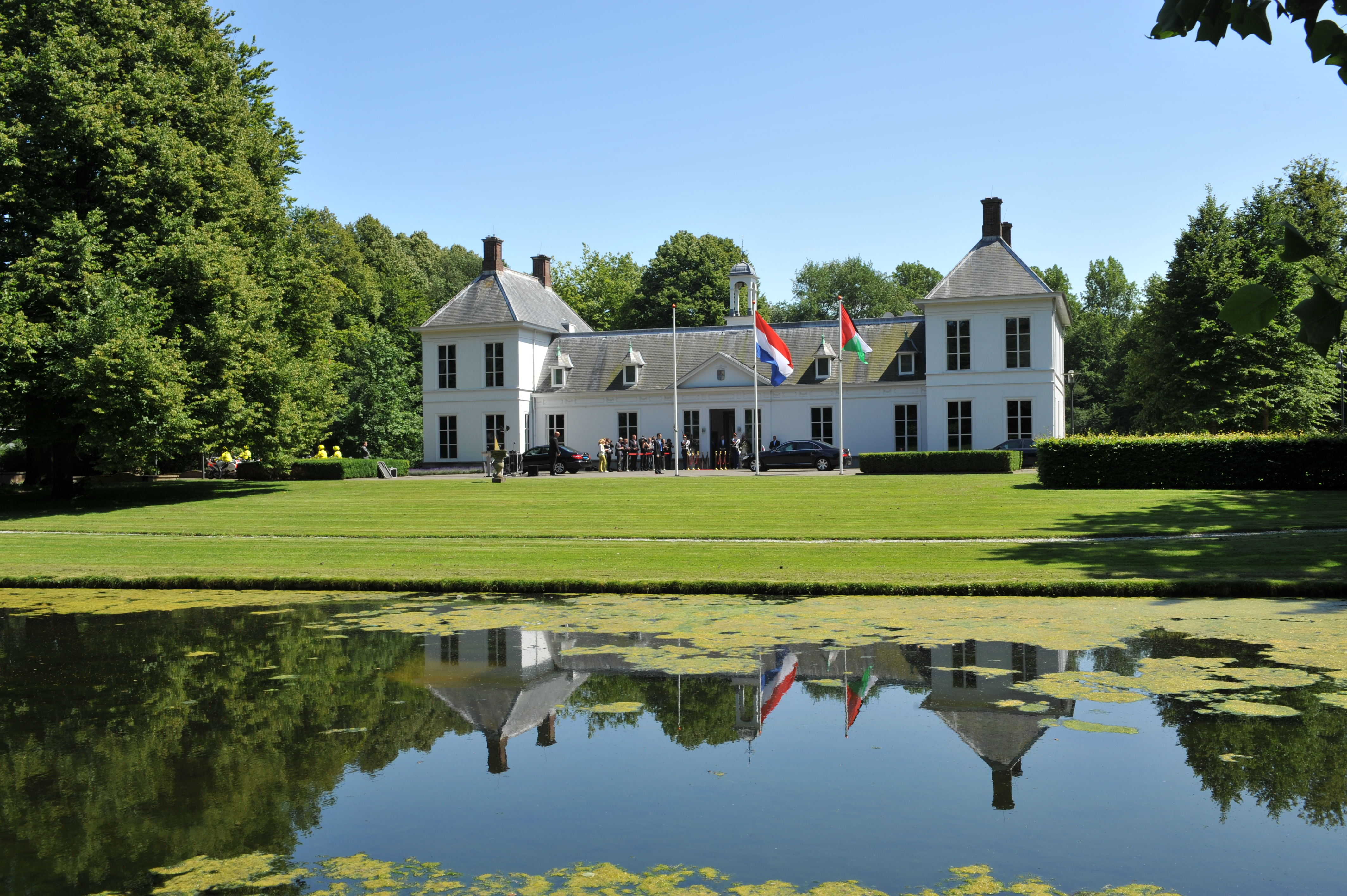
Ansicht Catshuis

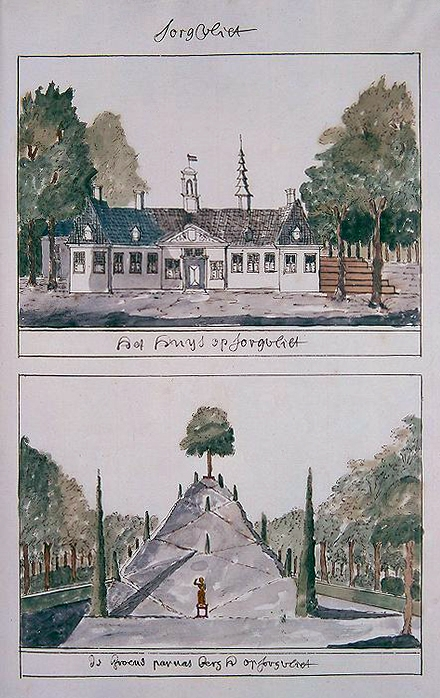
Das Landgut Sorghvliet zum Beginn des 18. Jhdrts. Die untere Abbildung zeigt den Parnassusberg, einen später angelegter Hügel mit Aussicht auf die Umgebung.

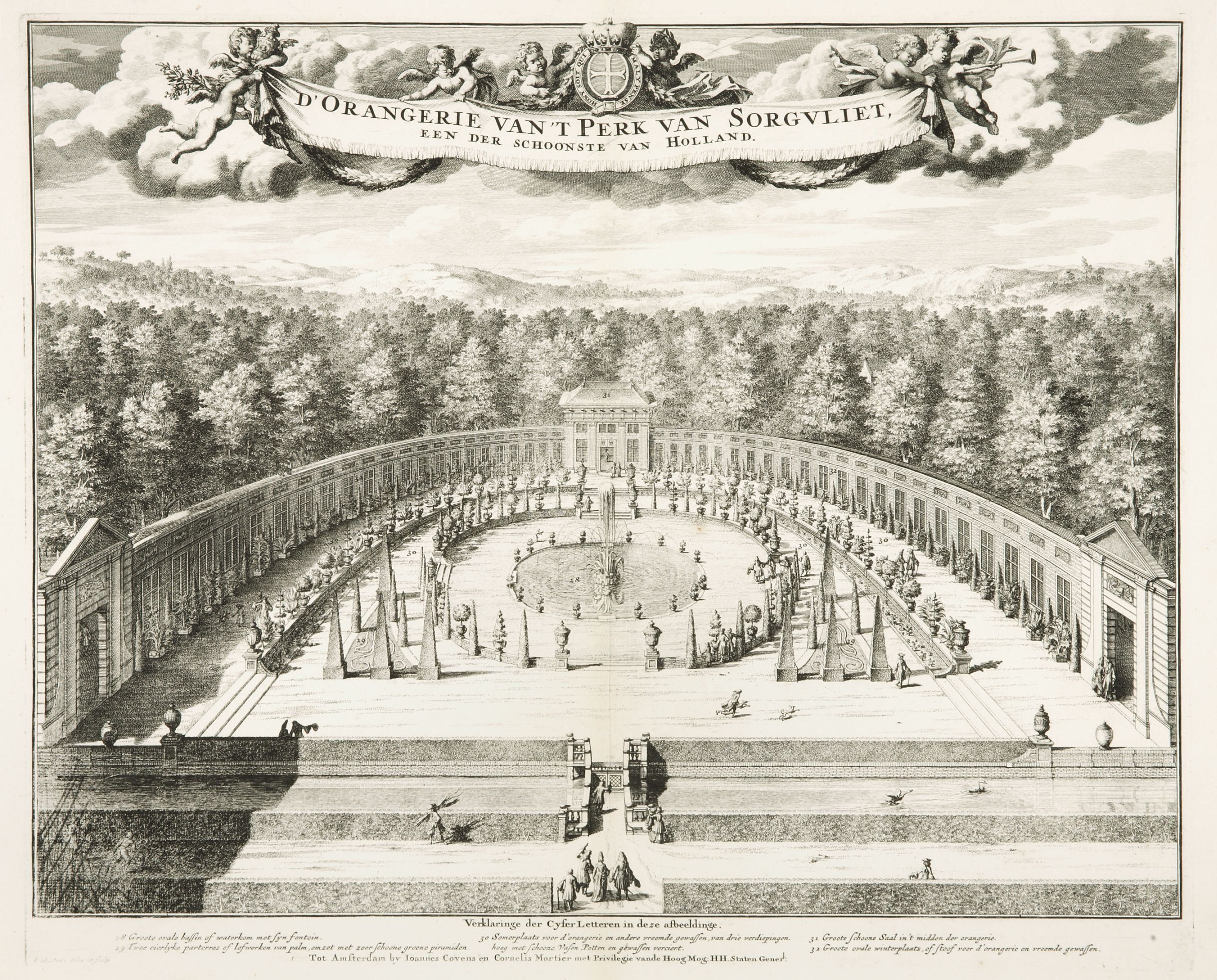
Die Orangerie von Sorghvliet.

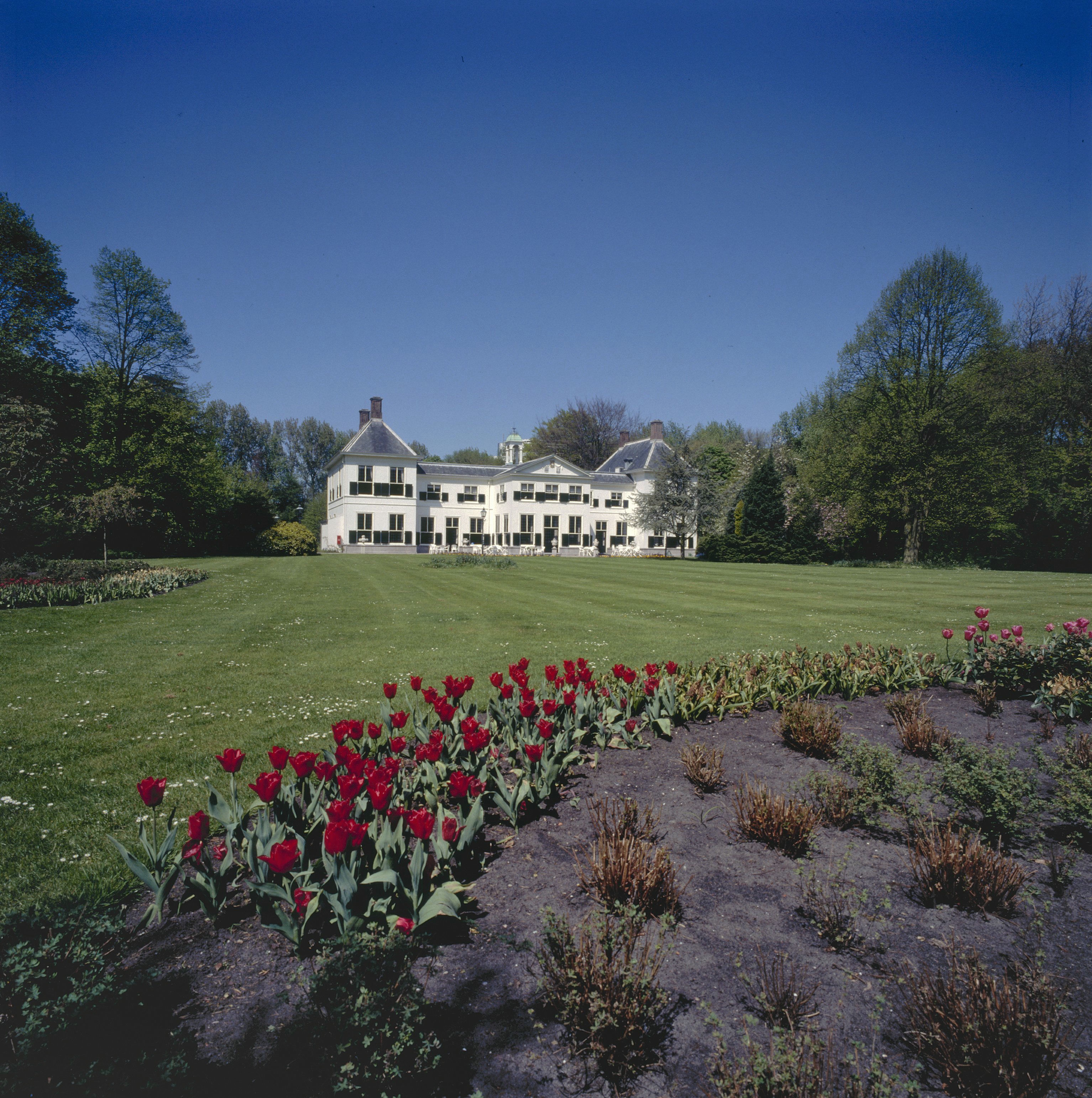
Haus und Park

Das Catshuis (ursprünglich Huis Sorghvliet), gelegen am Scheveningseweg in Den Haag in den Niederlanden, ist seit 1963 die Dienstwohnung des niederländischen Ministerpräsidenten und das Empfangszentrum der Regierung.
Im Erdgeschoss befinden sich die repräsentativen Räume für Staats- und Arbeitsbesuche sowie andere wichtige Empfänge des Ministerpräsidenten. Im Keller sind die Haustechnik, sanitäre Anlagen und die Küche untergebracht. Im Obergeschoss befindet sich die voll eingerichtete Dienstwohnung, die der Ministerpräsident privat nutzen kann. Das Catshuis gehört zu den Liegenschaften des niederländischen Ministerie van Algemene Zaken (vergleichbar dem Bundeskanzleramt).

## Geschichte
Das Haus wurde durch Jacob Cats (1577–1660), einem niederländischen Dichter und Politiker, auf dem Landgoed Sorghvliet erbaut. Cats nahm Huis Sorghvliet, wie er es nannte am 14. Juli 1652 in Gebrauch. Ursprünglich hatte das Haus kein Obergeschoss. Auf dem Bauplatz stand früher ein Bauernhof, dessen Wohngebäude im linken Teil des Hauses verarbeitet wurde.
1675 kam das Landgut in den Besitz von Hans Willem Bentinck, Kammerdiener des späteren Statthalters der Niederlande Wilhelm III. Sein Sohn Willem Bentinck, ließ 1738 auf dem Dach von Catshuis einen Glockenturm mit einer Bronzeglocke platzieren. Zu dem Haus gehörte ein Bienenstock, der Ende des 20. Jahrhunderts wieder aufgebaut wurde und nun Bentincks Bijenstal (Benticks Bienenstock) heißt.
Im 18. Jahrhundert waren die ausgedehnten Gärten und der Tierpark von Sorghvliet weit bekannt. Sie waren vergleichbar mit dem Schlosspark des Königsschlosses Het Loo. Im 19. Jahrhundert wurden die Gärten, Laubengänge, Brunnen und die Orangerie durch Rasenflächen ersetzt.

## Sanierung 1999 bis 2004
Da das Catshuis, an dem seit 1963 nichts mehr verändert worden war, nicht mehr den baulichen Ansprüchen genügte, wurde 1999 mit einer Sanierung begonnen. Die Geschehnisse des 11. September 2001 fügten den Sicherheitsanforderungen eine zusätzliche Dimension hinzu. Die Kosten der Sanierung betrugen ca. 15 Millionen Euro. Während der Renovierungsarbeiten stand das Catshuis für Wohnzwecke oder repräsentative Empfänge nicht zur Verfügung.
Ende Januar 2004 wurde bekannt, dass die durchführende Baubehörde, der Rijksgebouwendienst, während der Sanierungsarbeiten illegal antike Kamine und Decken hatte abbrechen lassen.

### Brand im Mai 2004
Am 15. Mai 2004 brach während der Arbeiten ein Brand aus. Ein Großteil des Erdgeschosses brannte aus, andere Gebäudeteile erlitten Rauch- und Wasserschäden. Ein Maler starb infolge des Brandes.
Während der Zeit des niederländischen EU-Ratsvorsitzes 2004 konnte das Gebäude aufgrund der Schäden nicht genutzt werden. Ministerpräsident Jan Peter Balkenende hatte hier hohen Besuch empfangen wollen.
Eine Untersuchung durch die Koninklijke Marechaussee und Arbeidsinspectie zeigte, dass von den Malern mit Verdünnung gearbeitet worden war. Solche Lösungsmittel durften seit 2000 nicht mehr in Innenräumen verwendet werden. Ein Gericht in Den Haag verurteilte den Malerbetrieb zu einer Geldstrafe wegen eines Verstoßes gegen das Arbeitsschutzgesetz. Danach sagte der Richter wörtlich:

„Het kan dan ook haast niet anders zijn geweest dan dat naast verdachte ook de betrokken ambtenaren van de Rijksgebouwendienst en het Ministerie van Algemene Zaken van het gebruik van thinner door verdachte op de hoogte moeten zijn geweest.“

„Es kann auch beinahe nicht anders gewesen sein, als dass neben der Angeklagten auch die Beamten des Rijksgebouwendienst (Reichsgebäudedienst) und des Ministerie van Algemene Zaken (Ministerium für Allgemeine Angelegenheiten) über den Gebrauch von Lösungsmitteln durch die Angeklagte auf der Höhe gewesen sein müssen.“

2008 wurden durch Hinweise des Brandsachverständigen Peter Reijman und einer Untersuchung der niederländischen Polizei Unregelmäßigkeiten bekannt. Wichtige Dokumente, die Bezug auf den Brand im Catshuis hatten, lagen im Archiv des Oberstaatsanwaltes. In den niederländischen Medien wurde dies 2009 als Vertuschungsskandal dargestellt.

## Ingebrauchnahme 2006

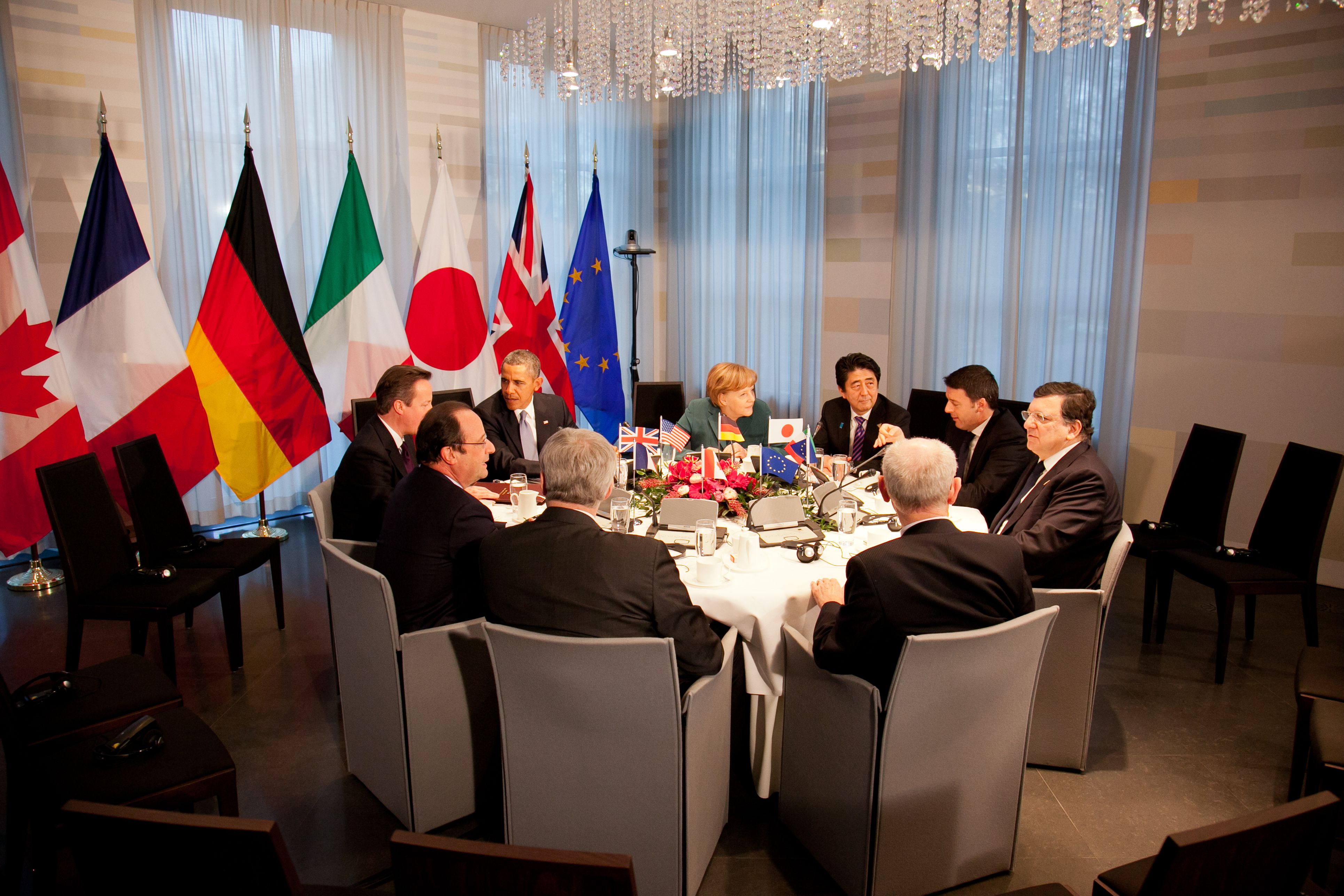
Treffen der Regierungschefs der G7-Staaten im Catshuis

Inzwischen ist das Catshuis, ohne viel Aufsehen, am 11. September 2006 als informeller Tagungsort der Regierung wieder in Gebrauch genommen worden.